# كارلوس براون (لاعب كرة قدم أمريكية)
كارلوس براون (بالإنجليزية: Carlos Brown)‏ هو لاعب كرة قدم أمريكية أمريكي، ولد في 28 أبريل 1988 في نيونان في الولايات المتحدة.